# Coppa Italia Serie C
Die Coppa Italia Serie C (von 1972 bis 1981 Coppa Italia Semiprofessionisti und von 2008 bis 2017 Coppa Italia Lega Pro) ist der zweithöchste italienische Fußballwettbewerb. Er wird jährlich von den 60 Mannschaften der Serie C ausgetragen. Der Sieger nimmt – sofern noch nicht über die Liga geschehen – an den Play-offs um den Aufstieg in die Serie B teil. Rekordsieger ist die AC Monza mit vier Titeln vor der US Alessandria Calcio, Foggia Calcio, Spezia Calcio und Calcio Padova mit je zwei Titeln. Aktueller Titelträger ist Calcio Padova.

Das Trikotabzeichen des Titelträgers

## Liste der Sieger
| Spielzeit                       | Sieger                          |
| Coppa Italia Semiprofessionisti | Coppa Italia Semiprofessionisti |
| ------------------------------- | ------------------------------- |
| 1972/73                         | US Alessandria Calcio           |
| 1973/74                         | AC Monza                        |
| 1974/75                         | AC Monza                        |
| 1975/76                         | US Lecce                        |
| 1976/77                         | Calcio Lecco                    |
| 1977/78                         | AC Udinese                      |
| 1978/79                         | Siracusa Calcio                 |
| 1979/80                         | Calcio Padova                   |
| 1980/81                         | US Arezzo                       |
| Coppa Italia Serie C            |                                 |
| 1981/82                         | SS Lanerossi Vicenza            |
| 1982/83                         | Carrarese Calcio                |
| 1983/84                         | AC Fanfulla                     |
| 1984/85                         | Casarano Calcio                 |
| 1985/86                         | Virescit Boccaleone             |
| 1986/87                         | US Livorno                      |
| 1987/88                         | Calcio Monza                    |
| 1988/89                         | Cagliari Calcio                 |
| 1989/90                         | AS Lucchese Libertas            |
| 1990/91                         | Calcio Monza                    |
| 1991/92                         | SS Sambenedettese               |
| 1992/93                         | US Palermo                      |
| 1993/94                         | US Triestina                    |
| 1994/95                         | FC Varese                       |
| 1995/96                         | FC Empoli                       |
| 1996/97                         | Como Calcio                     |
| 1997/98                         | FC Alzano 1909 Virescit         |
| 1998/99                         | SPAL Ferrara                    |
| 1999/00                         | Pisa Calcio                     |
| 2000/01                         | AC Prato                        |
| 2001/02                         | UC AlbinoLeffe                  |
| 2002/03                         | Brindisi Calcio 1920            |
| 2003/04                         | AC Cesena                       |
| 2004/05                         | Spezia Calcio                   |
| 2005/06                         | Gallipoli Calcio                |
| 2006/07                         | US Foggia                       |
| 2007/08                         | Bassano Virtus                  |
| Coppa Italia Lega Pro           |                                 |
| 2008/09                         | Sorrento Calcio                 |
| 2009/10                         | AC Lumezzane                    |
| 2010/11                         | SS Juve Stabia                  |
| 2011/12                         | Spezia Calcio                   |
| 2012/13                         | US Latina Calcio                |
| 2013/14                         | US Salernitana                  |
| 2014/15                         | Cosenza Calcio                  |
| 2015/16                         | Foggia Calcio                   |
| 2016/17                         | FC Venedig                      |
| Coppa Italia Serie C            |                                 |
| 2017/18                         | US Alessandria Calcio           |
| 2018/19                         | AS Viterbese Castrense          |
| 2019/20                         | Juventus Turin U23              |
| 2020/21                         | nicht ausgetragen               |
| 2021/22                         | Calcio Padova                   |
| 2022/23                         | L.R. Vicenza Virtus             |
| 2023/24                         | Catania SSD                     |
| 2024/25                         | Rimini FC                       |

## Rangliste der Sieger
| Rang | Mannschaft            | Titel |
| ---- | --------------------- | ----- |
| 1    | SS Monza 1912         | 4     |
| 2    | US Alessandria Calcio | 2     |
| 2    | Foggia Calcio         | 2     |
| 2    | Spezia Calcio         | 2     |
| 2    | Calcio Padova         | 2     |